# Río Prosna
El río Prosna es un río europeo que discurre por la parte central de Polonia, un afluente del río Varta (cerca de Pyzdry). Tiene una longitud de 217 kilómetros y una cuenca de 4.925 km² (toda en Polonia).
Las principales localidades que atraviesa son:
- Gorzow Slaski
- Praszka
- Wieruszow
- Grabow nad Prosna
- Kalisz